# Купа на Кремъл 2013
Купа на Кремъл 2013 е тенис турнир, провеждащ се в руската столица Москва от 12 до 20 октомври. Това е 24-тото издание от ATP Тур и 18-ото от WTA Тур. Турнирът е част от сериите 250 на ATP Световен Тур 2013 и категория Висши на WTA Тур 2013.

## Сингъл мъже
- Ришар Гаске побеждава  Михаил Кукушкин с резултат 4–6, 6–4, 6–4.

## Сингъл жени
- Симона Халеп побеждава  Саманта Стосър с резултат 7–6(7–1), 6–2.

## Двойки мъже
- Михаил Елгин /  Денис Истомин побеждават  Кен Скупски /  Нийл Скупски с резултат 6–2, 1–6, [14–12].

## Двойки жени
- Светлана Кузнецова /  Саманта Стосър побеждават  Алла Кудрявцева /  Анастасия Родионова с резултат 6–1, 1–6, [10–8].